# Kaugummiblase
Kaugummiblase  ist ein deutscher Kurzfilm von Anja Gurres aus dem Jahr 2018, in dem Sara Kärcher und Leon Lerch die Hauptrollen und Valerie Niehaus und Martin Neuhaus tragende Rollen spielen. Der Film wurde am 27. April 2018 beim FiSH Filmfestival im StadtHafen Rostock uraufgeführt.

## Handlung
Die 13-jährige Emma Fuchs macht den lieben langen Tag Kaugummiblasen, denn sie ist kaugummisüchtig und will ihre Pubertät unterdrücken. Gemeinsam mit ihrem Freund Lasse Köhler möchte sie wie ein Kind weiter schaukeln und in die Eisenbahnwelt ihres Vaters abtauchen. Diese schöne heile Welt droht zu zerbrechen, als Lasse ihr erklärt, dass er eine feste Freundin habe, Jana, mit der er sein erstes Mal plane. Als Emma Lasse mit dem Mädchen sieht, reagiert sie mit Wut und Hilflosigkeit. Obwohl sie Lasse erzählt hat, dass sie Schwimmbäder hasse, sucht sie dort dann doch Lasses Nähe. Leider läuft das Zusammentreffen der beiden aber nicht so ab, wie Emma es gern gehabt hätte.
Emmas Mutter möchte, dass ihr Vater die Eisenbahnwelt abbaut; obwohl er erst dagegen ist, entschließt er sich dann doch, mit dem Abbau zu beginnen. Kurz darauf erzählt Lasse Emma, dass er mit Jana geschlafen habe. Emma versucht daraufhin Lasse mit Tom, einem Mannschaftskameraden von Lasse, eifersüchtig zu machen. Zum Teil gelingt ihr das auch.
Als Emma sich dann dazu durchringt, dem Abbau der Eisenbahnwelt doch noch zuzustimmen, unterbreitet ihr Vater ihr den Vorschlag stattdessen ein Heimkino zu bauen, was bei Emma Begeisterung auslöst. Mit sich wieder einigermaßen im Reinen lässt sie Lasse eine Nachricht zukommen, dass sie bei der Schaukel auf ihn warte, sie sei da, egal wie lange es dauere. Als Lasse erscheint, meint sie zu ihm, natürlich dürfe er mit anderen Leuten etwas  unternehmen, auch mit Jana, mit der er auch Sex haben dürfe und natürlich dürfe er alles machen, was er wolle, „nur…“, druckst sie herum, woraufhin Lasse meint: „Schon okay, Emma“, und sie in den Arm nimmt. Zusammen kauen sie dann Kaugummi und machen große Kaugummiblasen.

## Produktion, Veröffentlichung
Produziert wurde der Film von der Filmakademie Baden-Württemberg GmbH (Ludwigsburg) in Zusammenarbeit mit der Ovidfilm (Stuttgart) und der Montavia Filmproduktion (Ludwigsburg), gefördert wurde er von der  Jugendstiftung Baden-Württemberg und dem Förderverein der Filmakademie Baden-Württemberg. Die Dreharbeiten fanden in Ludwigsburg, Benningen a. N. und Oberstenfeld statt.
Am 8. Dezember 2018 wurde der Film bei der Filmschau Baden-Württemberg in Stuttgart aufgeführt. 2019 lief er auf dem 26. Internationalen Film Festival Etiuada & Anima in Polen. Der englische Titel des Films lautet Bubble Gummed Girl.

## Auszeichnungen (Auswahl)
Belege für nachfolgende Angaben, siehe →
- 2017: Gewinner des UFA-Fiction Petra-Mosselman-Gedächtnispreises (Förderpreis)
- Mai 2018: 5. Student World Awards (Talent Factory, Los Angeles, USA)
  - Semi-Finalist in der Kategorie „Bester Studentenfilm“
- Juni 2018: 26. Deutsches Kinder Medien Festival Goldener Spatz
  - nominiert in der Kategorie Kurzfilm
- Juni 2018: Oniros Film Awards in Aosta, Italien
  - in der offiziellen Auswahl als bester Studentenfilm
- August 2018: 15. San Diego Int’l Kids Film Festival, San Diego, USA
  - in der offiziellen Auswahl
- Oktober 2018: Filmzeit Kaufbeuren
  - in der offiziellen Auswahl
- Oktober 2018: 4. Stiff Student Int’l Festival Rijeka, Kroatien
  - im Wettbewerb
- November 2018: Kinodiseea, Bukarest, Rumänien
  - im Wettbewerb (15–18 Jahre)
- Dezember 2018: 24. Filmschau Baden-Württemberg, Stuttgart
  - in der offiziellen Auswahl
- Dezember 2018: 1. Inshort Film Festival 2019, Lagos, Nigeria
  - in der offiziellen Auswahl
- Januar 2019: 1. Guacamole Short Film Festival, Chicago, USA
  - in der offiziellen Auswahl